# Михаил Кируларий
Михаи́л I Кирула́рий (греч. Πατριάρχης Μιχαήλ Α' Κηρουλάριος; родился около 1000 года, Константинополь, Восточная Римская империя — погиб 21 января 1059 года, близ о. Имброс, Восточная Римская империя) — Константинопольский патриарх в 1043—1058 годах, при котором произошёл окончательный раскол Церкви на Восточную и Западную Церкви.

## Биография
Имя патриарха Михаила Кирулария тесно связано с историей окончательного разделения Восточной и Западной церквей. Наметившийся раскол, связанный с отступлениями в богослужебной и иерархической традиции Римской церкви от прочих церквей (IX век), был на некоторое время предотвращён политикой светских властей Византии. Это, в свою очередь, диктовалось интересами обеспечения безопасности их западных владений и восточными политическими настроениями. Однако настойчивое вмешательство папы Льва IX (1049—1054) в богослужебную практику на территории западных владений Византии, его попытки навязывания папской теократии Вселенской Церкви вызвали раздражение и отторжение даже у такого поборника межцерковного компромисса, как византийский император Константин Мономах (1042—1055 годы). Патриарх Михаил Кируларий уже раньше пытался противостоять политике папизма в духе «лжеисидоровых» декреталий, в том числе отлучив от причастия Аргира, начальника греческих войск в Италии, содействовавшего совершению Евхаристии на опресноках. Он же закрыл в Константинополе латинские монастыри и церкви, для предотвращения опресночной практики в Константинополе, и в 1053 году поручил архиепископу Болгарскому Льву написать обличительное послание против латинских нововведений. Это, естественно, вызвало раздражение в Риме. В целях примирения в Константинополь были приглашены папские легаты во главе с кардиналом Гумбертом. Прибыв в Константинополь, Гумберт крайне высокомерно обошёлся как с восточными иерархами, в частности с патриархом Михаилом Кируларием, так и с самим императором. «Венцом» пребывания папских послов явилось возложение на алтарный престол храма св. Софии отлучительной грамоты на восточную церковную иерархию. Данное деяние было квалифицировано как грубейшее нарушение церковной и политической этики. Только благодаря вмешательству императора Константина Мономаха папские легаты были спасены от расправы константинопольского населения (как послы иностранного государства). 20 июля 1054 года, под руководством патриарха Михаила Кирулария, 12 митрополитов и нескольких архиепископов было подписано соборное определение синода о проклятии папских легатов и незаконности их действий (вернее, отсутствии полномочий, ввиду смерти Льва IX на момент вручения грамоты). Данное событие и послужило точкой невозврата в отношениях Западной и Восточной церквей. Таким образом, роль патриарха Михаила Кирулария в общецерковной истории состояла в качестве «фиксатора» церковного разделения и защитника позиций как семи Вселенских Соборов, так и позиции Церкви Вселенской.
Он заставил императора согласиться с этим расколом. Довольный своей победой, Кируларий организовал восшествие на трон Михаила VI и помог ему укрепиться у власти. А через год Кируларий заставил нового императора уйти с престола и поставил вместо него в 1057 году Исаака I Комнина (ок. 1005—1061).
Конфликт между патриархией и империей обострялся. Кируларий, уверенный в поддержке общества, сыпал угрозами, выдвигал требования и прибегал к насилию. Один историк того времени заметил, что он публично предсказывал падение императора, вёл себя вызывающе и пренебрежительно.
В результате разногласий Михаил Кируларий был в конце 1058 года смещён императором Исааком I и сослан на остров Имброс. Часть монастырских земель была конфискована. Кируларий погиб по пути в ссылку, 21 января 1059 года, в результате крушения корабля в бурю.

## В художественной литературе
- В рассказе Говарда Лавкрафта «История Некрономикона» упоминается, что патриарх Михаил якобы сжёг «Некрономикон» в 1050 году.